# Jan Kavan (lední hokejista)
Jan Kavan (* 20. července 2005 Hodonín) je český hokejový brankář hrající za tým HC Kometa Brno v Tipsport extralize.

## Kariéra

### HC Kometa Brno
Po kvalitních výkonech v juniorce brněnského týmu a díky dlouhodobému zranění Dominika Furcha dostal v osmnácti letech Kavan první příležitost v A-týmu Komety 30. prosince na ledě Karlových Varů při prohře 2:3 po prodloužení. První vítězství (4:3 v prodloužení) v nejvyšší soutěži vychytal při svém 4. startu v nejvyšší soutěži 7. ledna 2024 na ledě pardubického Dynama. 31. ledna 2024 byl odeslán na střídavé starty do druhé nejvyšší soutěže, konkrétně do celku Znojma. Ve stejný den vychytal při svém prvním zápase za Znojmo čisté konto při výhře 1:0 nad Kolínem, v zápase si připsal 24 zákroků.

## Reprezentace
Kavan byl součástí výběru do 18 let na Mistrovství světa do 18 let v roce 2023. V průběhu turnaje zasáhnul pouze do jednoho utkání, a sice 25. dubna proti Kanadě. Do zápasu naskočil ve 45. minutě, kdy vystřídal Michaela Hrabala. Během 15 odchytaných minut obdržel jeden gól z deseti střel.

## Statistiky

### Klubové statistiky
| 2023/24     | HC Kometa Brno       | ČHL-20      | 25 | 20 | 5 | 1507 | 60 | 1 | 92.79 | 2.39 | 15 | 8 | 7 | 914 | 38 | 1 | 93.80 | 2.49 |
| 2023/24     | HC LERAM Orli Znojmo | 1. ČHL      | 3  | 1  | 2 | 180  | 10 | 1 | 87.18 | 3.33 | –  | – | – | –   | –  | – | –     | –    |
| 2023/24     | HC Kometa Brno       | ČHL         | 12 | 8  | 1 | 664  | 23 | 0 | 93.05 | 2.08 | –  | – | – | –   | –  | – | –     | –    |
| ČHL celkově | ČHL celkově          | ČHL celkově | 12 | 8  | 1 | 664  | 23 | 0 | 93.05 | 2.08 | –  | – | – | –   | –  | – | –     | –    |

### Reprezentace
| Rok                       | Tým                       | Soutěž                    |   | Z | V | P  | Čas | OG | ČK    | Úsp% | POG |
| ------------------------- | ------------------------- | ------------------------- | - | - | - | -- | --- | -- | ----- | ---- | --- |
| 2023                      | Česko 18                  | MS-18                     | 1 | 0 | 1 | 15 | 1   | 0  | 90.00 | 3.75 |     |
| 2025                      | Česko 20                  | MS-20                     | 1 | 1 | 0 | 60 | 2   | 0  | 88.89 | 2.00 |     |
| Juniorská kariéra celkově | Juniorská kariéra celkově | Juniorská kariéra celkově | 2 | 1 | 1 | 75 | 3   | 0  | 89.29 | 2.86 |     |